# Hans Benda
Pour les articles homonymes, voir Benda.
Ne doit pas être confondu avec Hans von Benda.
Hans (Rudolph) Benda (1877 - 1951) est un amiral de la marine allemande, actif durant la Seconde Guerre mondiale. Il a reçu la croix allemande le 18 mars 1945.

## Biographie
Hans Rudolph Benda naît le 19 août 1877,, à Metz, une ville de garnison animée d'Alsace-Lorraine. Avec sa ceinture fortifiée, Metz est alors la première place forte du Reich allemand, constituant une véritable pépinière d'officiers supérieurs et généraux. Le jeune Hans étudie le droit à Leipzig, puis à l'Université d'Iéna, de 1896 à 1899. Le 18 octobre 1899, à l'issue de son service militaire, Hans Benda est promu au grade de lieutenant de réserve. À partir de 1900, Benda sert dans différentes cours de justice, notamment à Weimar. Attiré par une carrière militaire, Hans Benda s’engage finalement dans la Kaiserliche Marine, le 1er mars 1904. Il est affecté comme quartier-maître, à Wilhelmshaven. Le 3 janvier 1909, Benda dirige un bureau de la marine impériale.

### Première Guerre mondiale
Le 6 juillet 1914, Hans Benda est transféré à l'Office central de la gestion maritime impériale. Il servira comme officier subalterne durant toute la durée de la guerre. Après la Première Guerre mondiale, il continue sa carrière dans la Reichsmarine, puis dans la Kriegsmarine. Le 1er juin 1935, Benda est nommé à la tête du bureau de gestion économique de la Marine.

### Seconde Guerre mondiale
Le 1er novembre 1939, après une nouvelle réorganisation du ministère de la marine, Benda prend la tête de l’administration au ministère de la marine. Il est promu Admiral le 19 août 1942. Toujours au haut commandement de la Kriegmarine (OKM), Benda est nommé AdmOberstabsintendant le 1er mai 1944. Le 27 février 1945, Benda fait valoir ses droits à la retraite. Pour l’ensemble de sa carrière, il reçoit la Deutsches Kreuz en argent, le 18 mars 1945.
Hans Benda décédera le 27 février 1951, à Malente, dans le Schleswig-Holstein.

## Distinctions
- Deutsches Kreuz in Silber, le 18 mars 1945 (AdmOberstabsintendant, OKM, Marinewehr C)[5]